# Mirtide di Antedone

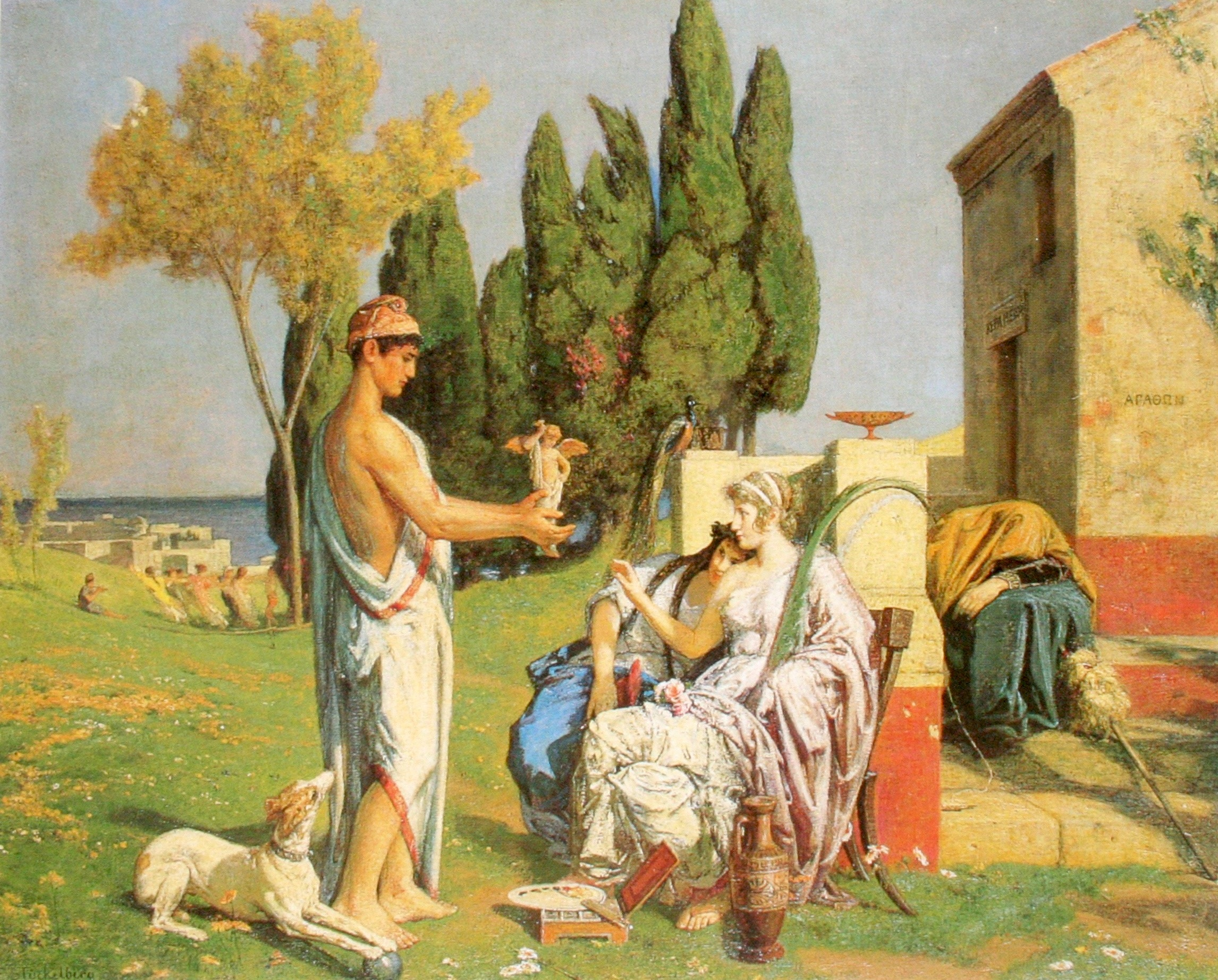
Mirtide e Corinna, dipinto di Ernst Stueckelberg (1897)

Mirtide (fl. VI-V secolo a.C.) è stata una poetessa greca antica.

## Biografia
Fu maestra di Corinna e molto probabilmente anche di Pindaro. Di lei non ci è giunta nessuna opera o frammento, ma la poetessa è citata da Plutarco come autrice di un poema sull'eroe beota Eunosto.
Secondo il lessico bizantino Suda, Mirtide venne definita "dal suono dolce" da Antipatro di Tessalonica e "dalla voce chiara" dall'allieva Corinna.
Lo stesso Antipatro di Tessalonica la incluse nel suo "canone delle nove poetesse", accanto a Saffo, Corinna, Telesilla, Prassilla, Erinna, Anite, Nosside e Merò.
A quanto pare, anche Corinna aveva criticato Mirtide per aver "osato", in quanto donna, competere in un agone contro Pindaro; a tal proposito, Corinna scrisse:
soave per il fatto che, sebbene fosse una donna,

entrò in competizione con Pindaro.»
(fr. 664a PMG - trad. A. D'Andria)
La filologa Diane Rayor suggerisce che la critica mossa da Corinna contro Mirtide sia dovuta al fatto che la poesia di quest'ultima riguardava eroi maschili o era rivolta ad un pubblico esclusivamente maschile.
Taziano, retore cristiano del II secolo d.C., riferisce inoltre che una statua in bronzo di Mirtide fu realizzata dallo scultore Boisco. Tale testimonianza dimostra la stima e la fama di cui certamente godeva la poetessa.

## Mirtide nei secoli
Nel Novecento, Mirtide è stata rappresentata in alcune opere d'arte quali il celebre The Dinner Party di Judy Chicago, e Donne dell'Antichità di Anselm Kiefer. Inoltre, l'irlandese Michael Longley ha dedicato a Mirtide una poesia intitolata The Group, racchiusa nella raccolta Snow Water.